# IX. Ptolemaiosz
IX. Ptolemaiosz (II.) Szótér (görögül Πτολεμαίος Σωτήρ, Kr. e. 143 – Kr. e. 81 decembere), az ókori Egyiptom kilencedik királya a Ptolemaidák közül Kr. e. 116–107 között, majd Kr. e. 88-tól haláláig, VIII. Ptolemaiosz és unokahúga, III. Kleopátra kisebbik gyermeke volt. Elsősorban Szótér (Σωτήρ – „Megváltó”) melléknéven ismert, de használta a Philométór (Φιλομήτωρ – „Anyaszerető”), a Philadelphosz (Φιλάδελφος – „Testvérszerető”) neveket is. Az utókor elsősorban Lathürosz (Λάθουρος – „Csicseriborsó”) gúnynéven ismeri. Uralkodása alatt harcban állt fivérével, X. Ptolemaiosszal, ami gyorsította Egyiptom hanyatlását.

## Társuralom

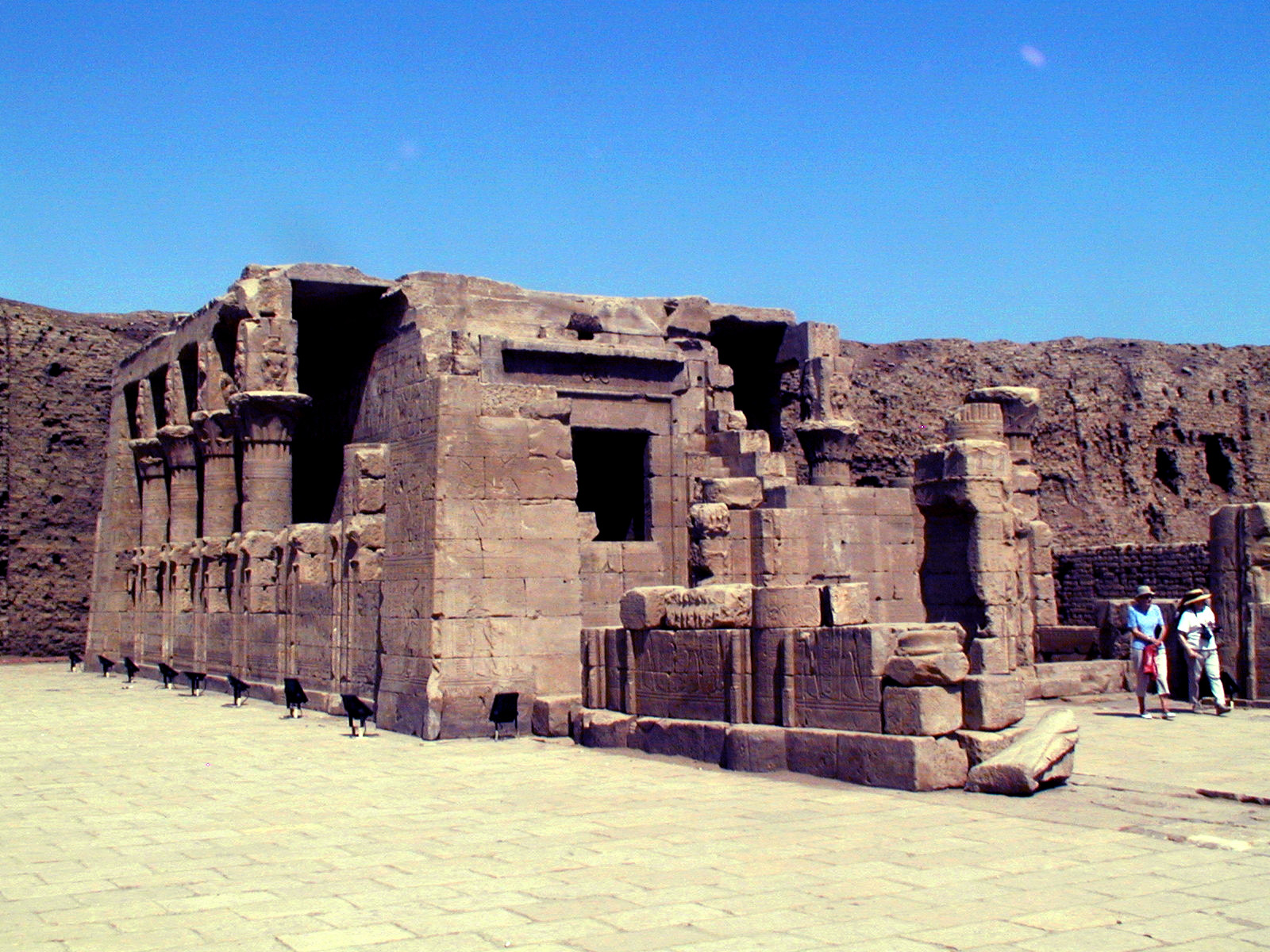
Az edfui Hórusz-templom születés háza (mammiszi) a IX. Ptolemaiosz alatt elkészült kioszk romjaival

Már felnőtt ember volt, amikor apja meghalt. VIII. Ptolemaiosz végrendeletében nem rá, hanem feleségére, III. Kleopatrára hagyta a trónt azzal a kikötéssel, hogy társuralkodóként maga mellé veszi elsőszülött fiukat, aki egyiptomi szokás szerint húgát, IV. Kleopátrát vette feleségül. Az anyakirályné, bár jómaga inkább kisebbik fiát, Ptolemaiosz Alexandroszt támogatta, nem mondhatott ellen férje végakaratának, mert Alexandria népe az idősebbik gyermeket kedvelte – mindazonáltal, hogy megerősítse a befolyását felette, elválasztotta hitvesétől, és egy másik húgával, Kleopátra Szelénével házasította össze. Ptolemaiosz Alexandrosz Ciprust nyerte el Kr. e. 110/109-ben.
Anya és fia társuralkodása eleinte harmonikusan működött, de IX. Ptolemaiosz nemsokára önállósodni akart. Többek között abban sem értettek egyet, hogy a király segítséget küldött IX. Antiokhosz Küzikénosz szeleukida királynak a lázadó zsidók ellen. Kleopatra végül azzal vádolta meg fiát, hogy az életére tör, és sikeresen fellázította ellene a főváros népét. A két testvér ekkor „trónt cserélt”: X. Ptolemaiosz Egyiptom, bátyja pedig Ciprus ura lett – igaz, Kleopatra és Alexandrosz igyekezett innen eltávolítani, sikertelenül.

## Ciprus
IX. Ptolemaiosz így majdnem húsz évig Ciprus szigetén gyakorolta a főhatalmat. Itteni tevékenysége kevéssé ismert. Kétszer, mindig anyja ellenében, beavatkozott a szíriai trónviszályokba: először Alexandrosz Iannaiosz júdeai királytól ragadta el Gáza és Ptolemaisz városát, miután legyőzte a Jordán folyó partján Kr. e. 103-ban; anyja ekkor azonnal szövetkezett a zsidókkal, és seregével visszafoglalta Föníciát és Ptolemaiszt. A király Gázából megpróbált betörni Egyiptomba, majd miután kudarcot vallott, két év után, Kr. e. 101-ben visszavonult szigetére.
Később IX. Antiokhosz Küzikénoszt támogatta rokona, VIII. Antiokhosz Grüposz ellenében, míg ez utóbbi fivére támogatását élvezte; Grüposz halálát követően pedig a kitörő polgárháborúban III. Démétriosz Eukairosz nevű gyermeke mellett foglalt állást.

## Egyeduralom
Kr. e. 88-ban a népharag elüldözte fivérét, aki addigra meggyilkoltatta anyját, így Alexandria lakossága visszahívta a trónra. Alexandrosz még abban az évben hadat gyűjtött, de tengeri ütközetben vereséget szenvedett, és maga is odaveszett.
Ugyanebben az időben (Kr. e. 88–86 k.)  Felső-Egyiptomban ismét lázadás tört ki Théba környékén. A három évig tartó lázadás leverése után thébaiakkal „olyan keményen bántak, hogy (ezután) számukra az egykori jólétüknek még az emléke sem maradt meg”.
Halála után, bár több gyermeket hagyott maga után, Sulla római dictator nyomására nem törvénytelen fia, XII. Ptolemaiosz követte, hanem bitorló öccsének fia, XI. Ptolemaiosz – igaz, őt hamarosan meggyilkolták, és unokatestvére átvehette a trónt. II. Szótér másik törvénytelen gyermeke, Ptolemaiosz ezzel egyidőben Ciprus királya lett.